# Stitches (canción)
Stitches es una canción grabada por el cantante y compositor canadiense Shawn Mendes, para su álbum de estudio de debut, Handwritten (2014). Fue lanzada inicialmente a iTunes a través de Island Records el 15 de febrero de 2014 como la tercera pista de pre-orden exclusiva y posteriormente recibió servicio de radio a través de Republic Records el 4 de abril de 2014 como el tercer sencillo oficial del álbum. Stitches es la primera canción de Mendes en aparecer Billboard airplay chart, debutando en el número 36 en el Mainstream Top 40 en mayo de 2014, y posteriormente llegar al número uno. Se convirtió en su primer top 10 en el Billboard Hot 100, alcanzando el número 4.

## Antecedentes
Stitches es el cuarto sencillo principal grabado por Shawn Mendes después de haber firmado con Island Records, el primero de ellos es "Life of the Party" en 2014. La canción fue compuesta en B♭ menor con un tempo de 150 latidos por minuto y un tiempo firme de 4/4. La voz de Mendes abarca una octava y media, de C#3 a G#4 después del puente que continúa en el coro. Fue escrita y producida por Danny Parker, Teddy Geiger y Daniel Kyriakides. Después de eso, fue lanzado inicialmente a iTunes a través de Island Records el 16 de marzo de 2015 como la tercera pista exclusiva de pre-orden y posteriormente enviada a las radios vía Republic Records el 5 de mayo de 2015 como el tercer sencillo oficial del álbum. Ganando por la canción "Mi nuevo vicio" de Paulina Rubio y Morat.

## Rendimiento comercial
Stitches debutó en el número 55 en el Billboard Canadian Hot 100 el 4 de abril de 2015. Fue la canción más pedida en la radio de éxito contemporánea canadiense para la semana del 13 de junio de 2015. Más tarde, volvió a entrar a la lista en el número 40 y finalmente alcanzó el número 10.
En los Estados Unidos, la canción debutó en el número 14 en el Bubbling Under Hot 100 Singles el 25 de abril de 2015. Subió al número 2 en el Bubbling Under para la semana del 7 de junio de 2015 antes de debutar en el Billboard Hot 100 en el número 89 el 14 de junio de 2015. La semana del 27 de agosto de 2015, la canción entró en el top 40 en el número 35, subió siete posiciones desde el número 42. La canción saltó 12 puestos para entrar en el top 20 en el número 20 para la semana del 10 de septiembre de 2015. La canción entró en el top 10 en el número 9 el 17 de octubre de 2015 y subió al número ocho la semana siguiente. En la semana del 31 de octubre de 2015, entró en el top 5 en el número cuatro, convirtiéndose en la canción más exitosa de Mendes en la lista, así como su primer hit en el top 5. Stitches debutó en el número 36 en el Billboard Mainstream Top 40 para la semana que termina el 20 de junio de 2015, convirtiéndose en su primer éxito en los Estados Unidos. Ha alcanzado desde entonces el número uno en la lista, convirtiéndose en su primer éxito número uno. Fue certificado triple platino por la Asociación de Industria Discográfica de Estados Unidos (RIAA) en diciembre de 2015. Además, ha vendido 2,3 millones de copias hasta abril de 2016. La canción pasó 52 semanas en el Billboard Hot 100 después de abandonar el 11 de junio de 2016.
En Suecia, Stitches entró en la lista de sencillos el 3 de abril de 2015 en el número 92. Gradualmente subió en la lista y alcanzó el número 58, antes de caer unas semanas más tarde. Stitches volvió a entrar en la lista en el número 79 en la semana que terminó el 3 de julio de 2015. La canción alcanzó el número 2 en la semana que terminó el 9 de octubre de 2015, por lo que es el mejor rendimiento de la canción a nivel mundial hasta ese momento. Ha sido certificado siete veces platino por la Federación Internacional de la Industria Fonográfica (IFPI) de Suecia al 9 de septiembre de 2015. En el Reino Unido, Stitches debutó en el número 98 en agosto de 2015. Posteriormente, entró en el top 40 en diciembre del mismo año, y el 22 de enero de 2016 - para la semana que termina la fecha 28 de enero de 2016 - destronó a Justin Bieber con "Love Yourself" de la cima de la lista. En Australia, la canción debutó en el número 48 en el ARIA Singles Chart el 26 de octubre de 2015. Posteriormente alcanzó el número 4 en la lista el 7 de diciembre de 2015. La canción fue certificada cuatro veces platino por la Australian Recording Industry Association (ARIA).
Sin embargo ganó como mejor canción folk-rock Mi nuevo vicio de la cantante mexicana Paulina Rubio y la banda colombiana Morat.

## Video musical
Mendes finalmente anunció el vídeo musical para la canción en su cuenta de Instagram, que se estrenó el 24 de junio de 2015. El video comienza con Mendes conduciendo su coche en un estacionamiento abandonado donde él sale y comienza a cantar los versos de la canción. Cuando lo hace, una fuerza invisible o un fantasma lo golpean de varias maneras. Como la canción continúa la fuerza o el fantasma se vuelve más vicioso y golpea su cabeza en la ventana de su coche. Mendes recupera fuerza y corre a través del estacionamiento pero la fuerza o el fantasma golpea su cuerpo contra una pared donde él va a un cuarto de baño para lavar su cara lisiada pero después de enjuagarla encuentra que ha vuelto a la normalidad.
En julio de 2015, un video con la versión acústica en dúo con Hailee Steinfeld también fue lanzado.
El 1 de julio del 2018 el video oficial llegó al billón de visitas en la plataforma YouTube.
A mediados de diciembre del 2022 el video oficial llegó al billón y medio de visitas en la plataforma YouTube.

## Posicionamiento en listas

### Semanales
| Alemania        | Official German Charts   | 2  |
| Australia       | ARIA Top 100 Singles     | 4  |
| Argentina       | Argentina Hot 100        | 4  |
| Austria         | Ö3 Austria Top 40        | 5  |
| Bélgica (Fl)    | Ultratop                 | 11 |
| Bélgica (W)     | Ultratip                 | 10 |
| Brasil          | Brasil Hot 100 Airplay   | 96 |
| Canadá          | Canadian Hot 100         | 10 |
| Dinamarca       | Tracklisten              | 2  |
| Escocia         | Scottish Singles Chart   | 1  |
| Eslovaquia      | Singles Digital Top 100  | 4  |
| España          | PROMUSICAE               | 12 |
| España          | Los 40 Principales       | 1  |
| Estados Unidos  | Billboard Hot 100        | 4  |
| Estados Unidos  | Pop Songs                | 1  |
| Estados Unidos  | Adult Contemporary       | 1  |
| Estados Unidos  | Adult Pop Songs          | 1  |
| Finlandia       | Suomen virallinen lista  | 12 |
| Francia         | SNEP                     | 86 |
| Hungría         | Single Top 40            | 9  |
| Irlanda         | IRMA                     | 2  |
| Italia          | FIMI                     | 2  |
| Luxemburgo      | Luxembourg Digital Songs | 4  |
| México          | México Airplay           | 18 |
| Noruega         | VG-lista                 | 2  |
| Nueva Zelanda   | NZ Top 40 Singles Chart  | 5  |
| Países Bajos    | Dutch Top 40             | 5  |
| Polonia         | Polish Airplay Top 100   | 3  |
| Portugal        | AFP                      | 4  |
| Reino Unido     | UK Singles Chart         | 1  |
| República Checa | Singles Digitál Top 100  | 3  |
| Rusia           | Tophit                   | 5  |
| Suecia          | Sverigetopplistan        | 2  |
| Suiza           | Schweizer Hitparade      | 6  |

### Anuales
| País           | Lista (2015)            | Posición |
| -------------- | ----------------------- | -------- |
| Australia      | ARIA Top 100 Singles    | 56       |
| Canadá         | Canadian Hot 100        | 27       |
| Estados Unidos | Billboard Hot 100       | 36       |
| Estados Unidos | Pop Songs               | 23       |
| Estados Unidos | Adult Pop Songs         | 47       |
| Italia         | FIMI                    | 80       |
| País           | Lista (2016)            | Posición |
| Alemania       | Official German Charts  | 35       |
| Australia      | ARIA Top 100 Singles    | 43       |
| Austria        | Ö3 Austria Top 40       | 42       |
| Bélgica (Fl)   | Ultratop                | 66       |
| Bélgica (W)    | Ultratop                | 83       |
| Canadá         | Canadian Hot 100        | 43       |
| Dinamarca      | Tracklisten             | 35       |
| Eslovenia      | SloTop50                | 22       |
| Estados Unidos | Billboard Hot 100       | 23       |
| Estados Unidos | Pop Songs               | 45       |
| Estados Unidos | Adult Pop Songs         | 8        |
| Estados Unidos | Adult Contemporary      | 1        |
| Nueva Zelanda  | NZ Top 40 Singles Chart | 47       |
| Países Bajos   | Dutch Top 40            | 31       |
| Reino Unido    | UK Singles Chart        | 11       |
| Suiza          | Schweizer Hitparade     | 27       |

### Certificaciones
| País           | Organismo certificador | Certificación    | Ventas certificadas | Ref.   |
| -------------- | ---------------------- | ---------------- | ------------------- | ------ |
| Alemania       | BVMI                   | Platino          | 400 000             | [ 67 ] |
| Australia      | ARIA                   | 5× Platino       | 350 000             | [ 68 ] |
| Bélgica        | BEA                    | Platino          | 30 000              | [ 69 ] |
| Canadá         | Music Canada           | 2× Platino       | 200 000             | [ 70 ] |
| Dinamarca      | IFPI — Dinamarca       | 3× Platino       | 180 000             | [ 71 ] |
| España         | PROMUSICAE             | 2× Platino       | 80 000              | [ 72 ] |
| Estados Unidos | RIAA                   | 6× Platino       | 6 000 000           | [ 73 ] |
| Italia         | FIMI                   | 5× Platino       | 250 000             | [ 74 ] |
| México         | AMPROFON               | 4× Platino + Oro | 270 000             | [ 75 ] |
| Noruega        | IFPI — Noruega         | 4× Platino       | 40 000              | [ 76 ] |
| Nueva Zelanda  | RMNZ                   | 2× Platino       | 30 000              | [ 77 ] |
| Polonia        | ZPAV                   | 3× Platino       | 60 000              | [ 78 ] |
| Reino Unido    | BPI                    | 2× Platino       | 1 200 000           | [ 79 ] |
| Suecia         | IFPI — Suecia          | 10× Platino      | 400 000             | [ 11 ] |

## Premios y nominaciones
| Año  | Premiación                          | Categoría                | Resultado | Ref.   |
| ---- | ----------------------------------- | ------------------------ | --------- | ------ |
| 2016 | iHeartRadio Much Music Video Awards | Sencillo del Año         | Nominado  | [ 80 ] |
| 2016 | Radio Disney Music Awards           | Canción del Año          | Nominado  | [ 81 ] |
| 2016 | Radio Disney Music Awards           | Mejor Canción de Ruptura | Nominado  | [ 81 ] |
| 2016 | Teen Choice Awards                  | Mejor Canción Masculina  | Nominado  | [ 82 ] |